# Christian Daniel Beck

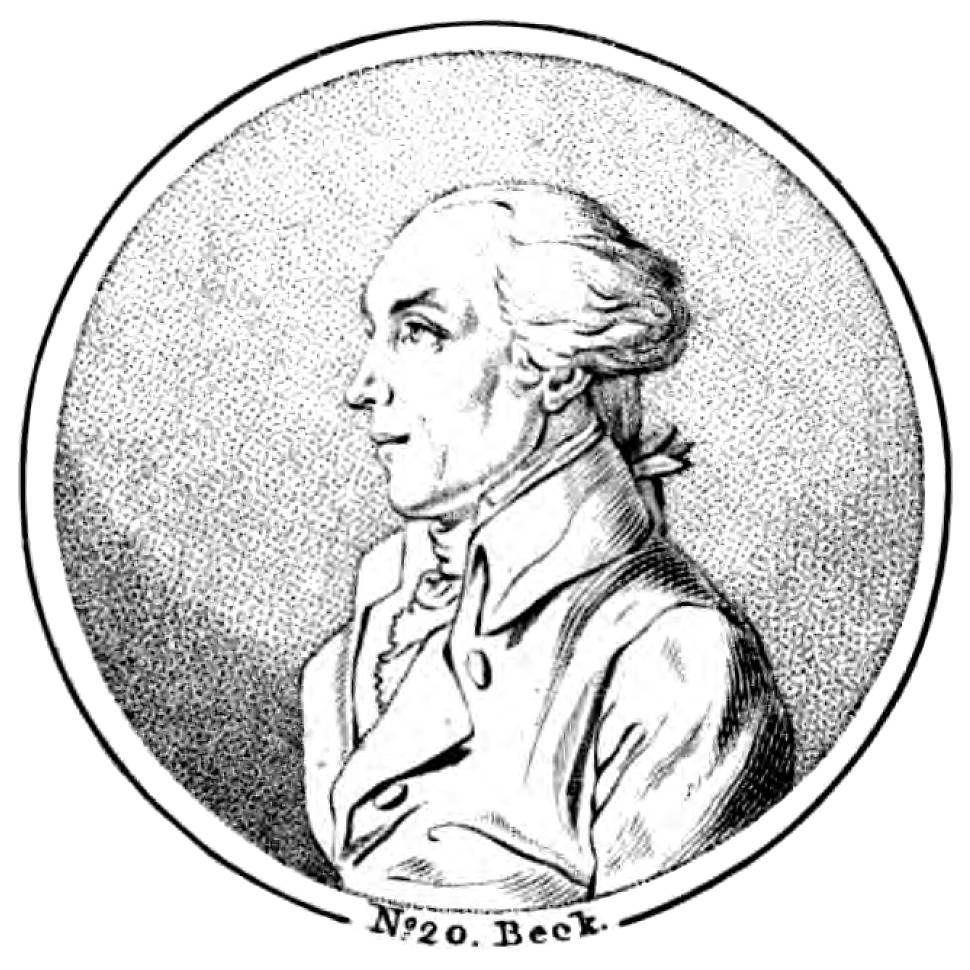
Christian Daniel Beck

Christian Daniel Beck (* 22. Januar 1757 in Leipzig; † 13. Dezember 1832 ebenda) war ein deutscher klassischer Philologe.

## Leben
Beck lernte an der Leipziger Thomasschule und studierte an der Universität Leipzig. Hier wurde er 1778 Magister, habilitierte sich 1779 und wurde 1782 zunächst außerordentlicher, ab 1785 aber ordentlicher Professor der griechischen und lateinischen Literatur. Von 1819 bis 1825 tauschte er seinen Lehrstuhl gegen den der Geschichte. Er war insgesamt zwölf Mal Rektor der Universität.
Im Jahr 1785 gründete er die Philologische Gesellschaft zu Leipzig. Ab 1790 war Beck Direktor der Universitätsbibliothek Leipzig. Von 1803 bis 1818 war Beck Herausgeber der Leipziger Litteratur-Zeitung. Ab 1807 war er auswärtiges Mitglied der Bayerischen Akademie der Wissenschaften und ab 1825 Ehrenmitglied der Russischen Akademie der Wissenschaften.
Beck hatte einen Sohn, Johann Ludwig Wilhelm Beck, der ein Jurist war.

## Schriften (Auswahl)
- Anleitung zur Kenntnis der allgemeinen Welt- und Voelker-Geschichte für Studirende. Vier Teile. Weidmann, Leipzig 1787–1807.
- Grundriss zu hodgetischen Vorlesungen für angehende Studirende auf deutschen Universitäten. Schwickert, Leipzig 1808.
- Ueber die Würdigung des Mittelalters und seiner allgemeinen Geschichte. Einleitung zu ihrem Studium. Breitkopf & Härtel, Leipzig 1812.
- Grundriss der Archaeologie oder Anleitung zur Kenntniß der Geschichte der alten Kunst und Kunstdenkmaeler und Kunstwerke des classischen Alterthums. Hinrichs, Leipzig 1816.